# Jannis Peter
Jannis Peter (* 30. Oktober 2000 in Gera) ist ein deutscher Radrennfahrer.

## Sportlicher Werdegang
In der Juniorenklasse war Peter vor allem im Bahnradsport erfolgreich. Er wurde 2017 und 2018 Deutscher Juniorenmeister in der Mannschaftsverfolgung sowie 2018 auch in der Einerverfolgung.
Im Straßenradsport wurde Peter 2022 Deutscher U23-Meister im Straßenrennen und 2023 Deutscher Bergmeister der Elite. In der Saison 2025 gewann er mit einer Etappe der Oberösterreich-Rundfahrt sein erstes internationales Radrennen und wurde Zweiter der Gesamtwertung. Bei der Tour of Austria, einem Etappenrennen der ersten UCI-Kategorie, wurde er Gesamtneunter.

Bei der Czech Tour, ebenfalls ein Rennen der ersten Kategorie, gewann der 24-Jährige im August die Bergankunft der Abschlussetappe, nachdem er Cian Uijtdebroeks auf den letzten Metern abfing, und wurde Gesamtvierter.

## Palmarès

### Straße
2022
- Deutscher Meister – Straße (U23)

2022
- Deutscher Meister – Berg
- eine Etappe Oberösterreich-Rundfahrt
- eine Etappe Czech Tour

### Bahn
2017
- Deutscher Meister – Mannschaftsverfolgung (Junioren)

2028
- Deutscher Meister – Mannschaftsverfolgung (Junioren)
- Deutscher Meister – Einerverfolgung (Junioren)